# Балтийский филиал ГМИИ
Балтийский филиал ГМИИ им. А. С. Пушкина (ГЦСИ Калининград), БФ ГЦСИ — музей современного искусства, располагающийся в Калининграде, филиал ГЦСИ, с 2020 года находящегося в подчинении ГМИИ. Начал работу 28 ноября 1997 года. За 28 лет работы коллективом Балтийского филиала проведены более 800 выставочных, просветительских, исследовательских и фестивальных проектов – российских и международных, благодаря которым отечественное современное искусство получило осмысление и признание в мировом художественном контексте. Проекты Балтийского филиала были представлены в 20 городах России и 17 странах мира. Выпущено более 40 печатных изданий (антологий, арт-гидов, буклетов, сборников, каталогов).  
Балтийский филиал Пушкинского музея — одна из первых российских институций и единственный государственный музей в Калининградской области, который специализируется на современном искусстве. Филиал представляет новые медиа, видео-, сайнс- и саунд-арт, сохранив направления деятельности, связанные с осмыслением наследия территории, преобразованием и эстетизацией городского пространства. Особое внимание команда филиала уделяет уникальным стратегиям художников и кураторов, их продвижению в обществе, а также помогает зрителю ориентироваться в современном художественном процессе. 
С 2022 года размещается в галерейном пространстве по адресу проспект Победы, 5 А. До 2016 года в оперативном управлении находилась башня «Кронпринц», которая в 2020 году была передана в распоряжение Правительства Калининградской области.   
Главой учреждения является заведующая Балтийским филиалом ГМИИ им. А. С. Пушкина Елена Цветаева.

## Проекты
- Одним из самых успешных проектов филиала является Фестиваль Sound Around Kaliningrad, который проводится с 2012 года.
- Фестиваль Videotrafic
- С 2005 по 2011 год ежегодный конкурс паблик-арта «Кронпринц. Второе пришествие»[5]

### Награды
Проекты филиала трижды становились обладателем премии «Инновация»: в 2009 году проект «Эволюция от кутюр. Искусство и наука в эпоху постбиологии» (кураторы Дмитрий Булатов и Олег Блябляс), в номинации «Региональный проект современного искусства», в 2011 году в этой же номинации её получил проект «Анклав» (кураторы Ирина Чеснокова и Евгений Уманский). В 2014 году куратор Дмитрий Булатов получил «Инновацию» в номинации «Теория, критика, искусствознание» за второй том антологии «Эволюция от кутюр. Искусство и наука в эпоху постбиологии». В 2005 году видеоинсталляция Юрия Васильева «Роща» (Russian Red project, куратор Евгений Уманский) выиграла конкурс «Меняющийся музей в меняющемся мире».

## Издания
- Арт-гиды